# Kim Ok
Kim Ok (koreansk: 김옥; født 28. august 1964) er en tidligere nordkoreansk embedsmand, der arbejdede som Kim Jong-ils privatsekretær fra 1980'erne til Kim Jong-ils død i 2011. Efter Ko Yong-hui døde i august 2004 mødtes hun jævnligt med udenlandske embedsmænd og diplomater som de facto førstedame for Nordkorea. Hun havde et tæt forhold til Kim Jong-il, og der spekuleres i, om hun var gift med ham.

## Biografi
Kim Ok blev født i 1964 som datter af Kim Hyo, en kriminel, der var anklaget for krigsforbrydelser og for at have dræbt omkring tusinde heste. Hun blev uddannet på universitetet i Pyongyang University. I 1987 blev hun optaget i Kim Jong-ils stab, hvor hun blev leder af Den Nationale Forsvarskommission. Hun rejste i september 2012 til Berlin for medicisnk behandling.
Efter Kim Jong-ils død blev hun sammen med 131 andre personer tildelt Kim Jong-il-ordenen for sin indsats for at have opbygget en "blomstrende socialistisk nation". Hun blev dog i juli 2013 frataget alle officielle titler.
I juli 2016 blev hun udrenset og sendt i arbejdslejr.